# Crambus angustexon
Crambus angustexon là một loài bướm đêm trong họ Crambidae.